# Thanatus sepiacolor
Thanatus sepiacolor är en spindelart som beskrevs av Levy 1999. Thanatus sepiacolor ingår i släktet Thanatus och familjen snabblöparspindlar.
Artens utbredningsområde är Israel. Inga underarter finns listade i Catalogue of Life.